# Stephens Island (Neuseeland)
Stephens Island (Māori: Takapourewa) ist eine kleine Felseninsel am nördlichen Ende der Südinsel von Neuseeland.

## Geographie
Stephens Island befindet sich 3,1 km nordöstlich der Insel Rangitoto ki te Tonga/D’Urville Island vorgelagert und bildet damit den nördlichsten Punkt des Marlborough District auf der Südinsel. Die Insel besitzt eine Längenausdehnung von knapp 2 km in Südwest-Nordost-Richtung und verfügt über eine maximale Breite von rund 1 km. Die höchste Erhebung befindet sich in der Mitte der Insel und misst eine Höhe von 283 m.

## Geschichte
Stephens Island wurde erstmals 1642 von Abel Tasman entdeckt und beschrieben.

## Fauna
Stephens Island hat eine einzigartige Tierwelt. Besonders bekannt ist die Brückenechse (Sphenodon spp.), die mit 50.000 Exemplaren ihre größte Population auf dieser Insel hat. Außerdem existiert hier eine der urtümlichsten Froscharten der Welt, der Hamilton-Frosch (Leiopelma hamiltoni). Viele Seevogelarten brüten auf der nur 184 Hektar großen Insel und die Brückenechsen nutzen deren Bruthöhlen als Unterschlupf. Besonders traurige Berühmtheit erlangte das Schicksal des Stephenschlüpfers (Xenicus lyalli). Diese fast flugunfähigen Vögel wurden 1894 erstmals beschrieben und waren bereits im Winter 1895 von Katzen ausgerottet worden. Hierbei spielte vor allem die Hauskatze des Leuchtturmwärters David Lyall, Tibbles, eine bedeutende Rolle. Sogar der bekannte Autor T. C. Boyle (Willkommen in Wellville) beschäftigte sich mit dem Aussterben dieser Vogelart.

## Leuchtturm
Das Stephens Island Lighthouse steht im Norden der Insel auf einer Höhe von 183 m. Der Leuchtturm selber hat eine Höhe von 15 m über dem Gelände. Das Licht ist noch in einer Entfernung von 33 km zu sehen.